# ولادیمیر مارکلوف
ولادیمیر مارکلوف (انگلیسی: Vladimir Markelov؛ زادهٔ ۲۴ اکتبر ۱۹۵۷) ژیمناست هنری اهل شوروی بود.